# トマス・トムソン (化学者)

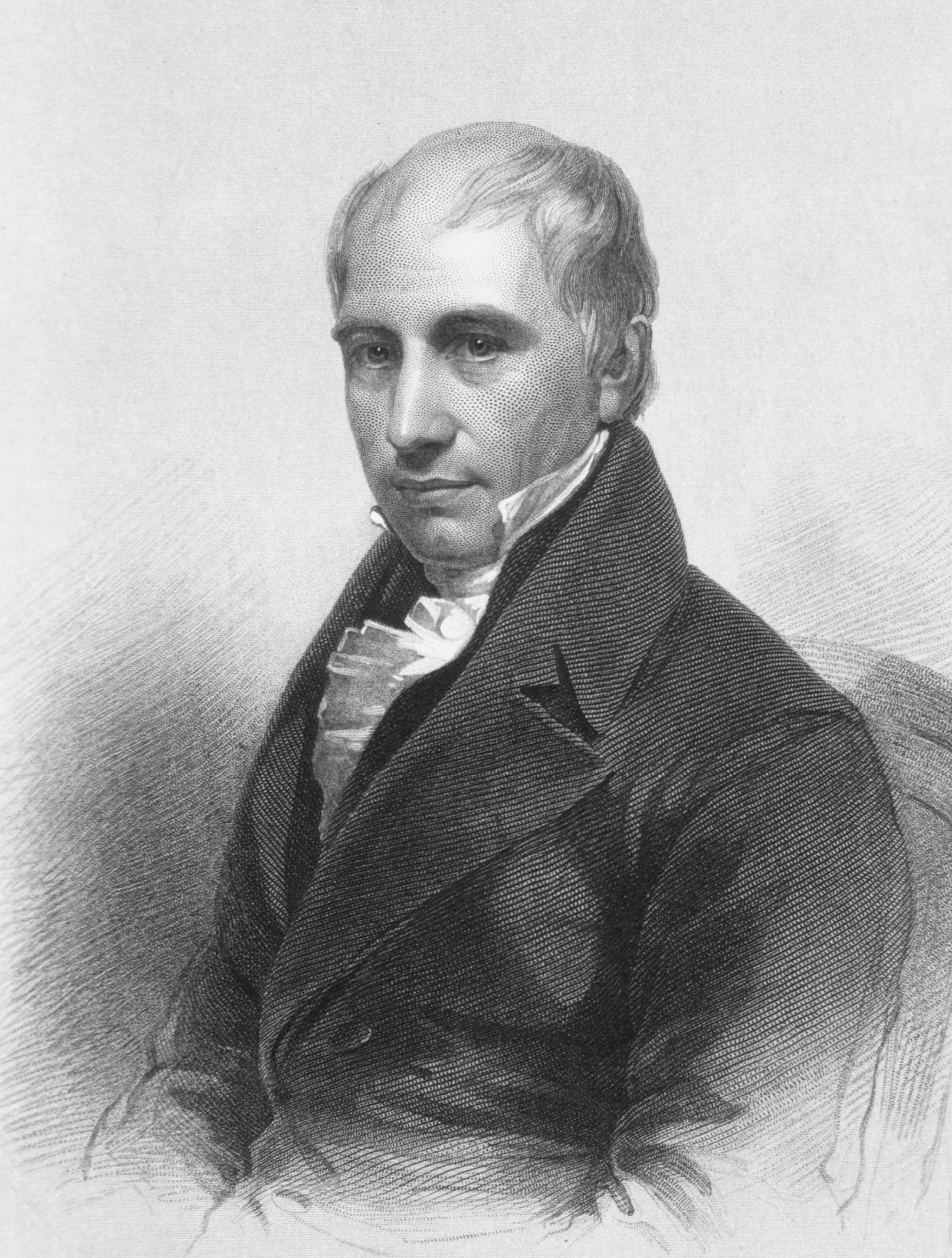
トマス・トムソン

トマス・トムソン (1773年4月12日 – 1852年7月2日）は、スコットランドの化学者、鉱物学者。ドルトンの原子理論を普及させた人物として知られる。
醸造・ワイン製造で用いられる検糖計（Allan's saccharometer)を発明。シリコンの命名者。息子は同姓同名の植物学者トマス・トムソン。
エジンバラ王立協会会員（1805年-）、王立協会会員（1811年-）、スウェーデン王立科学アカデミーの通信会員（corresponding member）（1815年-）。

## 生涯と業績
トムソンはパースシャーのクリーフ（Crieff, Perthshire）で生まれ、ダンディー高等学校（High School of Dundee）を卒業後、1787年から3年間、セント・アンドルーズ大学で古典、数学、自然哲学を学ぶ。1795年にエジンバラ大学に進み、1799年に医学を修了するが、当大学でジョゼフ・ブラックの化学講義も聴講し、その影響で化学研究に進む。
1796年、トムソンは『ブリタニカ百科事典』第三版の補完の編集業務を兄のジェイムズから引き継ぎ"Chemistry"、"Mineralogy"、"Vegetable, Animal and Dyeing Substances"の項目を執筆した。1802年、これらの論考を元にしてSystem of Chemistryを著す。『ブリタニカ』第七版（1842）でもChemistryの項目を執筆した。

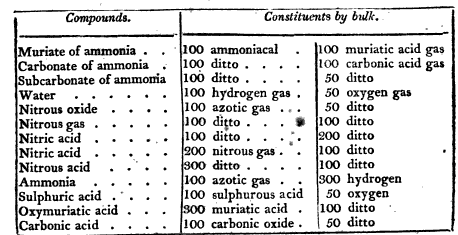
化学反応による気体の体積変化一覧（Elements of Chemistryより抜粋）

1800年エジンバラ大学で化学講義を開講し、またラボを開いて学生への実験指導や教育を1811年まで行った（これは英国で初めての指導目的での化学ラボであると言われている）。
1812年にスウェーデンを訪問し、翌年現地の鉱物学や地質学の知見をまとめて旅行の記録を出版した。
1813年には商業的科学機関紙のAnnals of Philosphyを創刊し、科学の情報発信の中心を一時的に担った（当機関紙は1827年にフィロソフィカル・マガジン(Philosophical Magazine)に合併吸収されて廃刊）。
1817年、グラスゴー大学の化学講師に着任し、翌年には欽定教授（Regius Professor）になり、1841年まで在職した。

## ドルトンの原子理論の普及
1804年8月、トムソンはドルトンと会い、彼の原子理論（倍数比例の法則が成り立つのは一定の質量比率の原子の相互作用によるものである、という見解）について初めて聞く。ドルトン自身はこの見解を1808年のNew System of Chemical Philosophy第1巻第1部で公表するが、それに先立つ1807年、ドルトンの同意の下でトムソンが自身のA System of Chemistry第3版（1807）で先に公表する（これがドルトンの理論の最初の発表となる）。
1810年にドルトンのNew System第2部が出版された後、トムソンは1813年と1814年のAnnals of Philosophyで複数の論文において様々な化合物の成り立ちがドルトンの理論を裏付けていることを詳しく論じ、以後のヨーロッパにおけるドルトンの原子理論の定着に貢献した。
1819年、トムソンはウィリアム・プラウトの仮説（「全ての原子の原子量は水素原子の整数倍である」）を裏付ける実験を行い、1825年、An Attempt to establish the First Principles of Chemistry by Experimentとして発表。ただし、学生読者への教育目的で書かれたものゆえ分析記録は正確ではなかったため、スウェーデンの化学者イェンス・ベルセリウスを含め多方面から批判された。

## "silicon"や"thomsonite"の命名
ハンフリー・デイヴィは1808年にシリカ（silica）から単離した元素に、金属を表す語尾"-ium"をつけて"silicium"という名称を与えていたが、トムソンは1817年、この元素がホウ素(boron)や炭素(carbon)と同様、非金属であると判断して、非金属を表す語尾"-on"をつけて"silicon"と名付けた。これが現在まで使われているシリコンの呼称となる。
1820年、沸石（zeolite）の新種を特定した。同年のAnnals of Philosophyにおいて鉱物学者のヘンリー・ジェイムズ・ブルック(
Henry James Brooke)によって「この記事の執筆者にちなんで」トムソンの名からthomsoniteと名付けられた。

## 化学研究以外の業績
スコットランド消費税庁の委託を受けて醸造・蒸留業に対する調査を行い、検糖計（Allan's saccharometer）を発明した。
ジェームズ・ハットンの地質学上の学説（斉一説(Uniformitarianism）を批判し、1808年ウェルネリアン自然史協会の設立に携わった。

## 著作
- Survey of Chemistry (1802)
- A System of Chemistry（1807）
- The Elements of Chemistry (1810)
- History of the Royal Society, from its institution to the end of the eighteenth century (1812)
- An Attempt to Establish the First Principles of Chemistry by Experiment (1825)
- History of Chemistry (1830)
- A System of Chemistry of Inorganic Bodies (1831)
- Outlines of Mineralogy, Geology, and Mineral Analysis (1836)
- Chemistry of Animal Bodies (1843)

## 注
1. 1 2  "Thomson, Thomas (1773-1852)". Dictionary of National Biography. 1885–1900.
2. ↑  M. P. Crossland. Historical Studies in the Language of Chemistry (Dover, 1962). p.269. Annals of Philosophy. 1813. Vol.2. 32-52
3. ↑  Thomas Thomson, A System of Chemistry in Four Volumes, 5th ed. (London, England: Baldwin, Cradock, and Joy, 1817), vol. 1. page 252: "The base of silica has been usually considered as a metal, and called silicium. But as there is not the smallest evidence for its metallic nature, and as it bears a close resemblance to boron and carbon, it is better to class it along with these bodies, and to give it the name of silicon."
4. ↑  The Annals of Philosophy, 1820, p.193
5. ↑  Outlines of Mineralogy, Geology, and Mineral Analysis|Explanation of Allan's saccharometer: appointed by Act of Parliament for the Use of Distillers, &c. (1840)